# Arcubisite
L'arcubisite è un minerale.